# 중부 표준시
| UTC−03:30 | 뉴펀들랜드 표준시 (†서머 타임일 때는 UTC−02:30) |
| UTC−04:00 | 대서양 표준시 (†서머 타임일 때는 UTC−03:00)     |
| UTC−05:00 | 동부 표준시 (†서머 타임일 때는 UTC−04:00)       |
| UTC−06:00 | 중부 표준시 (†서머 타임일 때는 UTC−05:00)       |
| UTC−07:00 | 산악 표준시 (†서머 타임일 때는 UTC−06:00)       |
| UTC−08:00 | 태평양 표준시 (†서머 타임일 때는 UTC−07:00)     |
| UTC−09:00 | 알래스카 표준시 (†서머 타임일 때는 UTC−08:00)   |
| UTC−10:00 | 하와이-알류신 표준시                            |

| UTC+10:00 | 차모로 표준시 |
| UTC−11:00 | 사모아 표준시 |

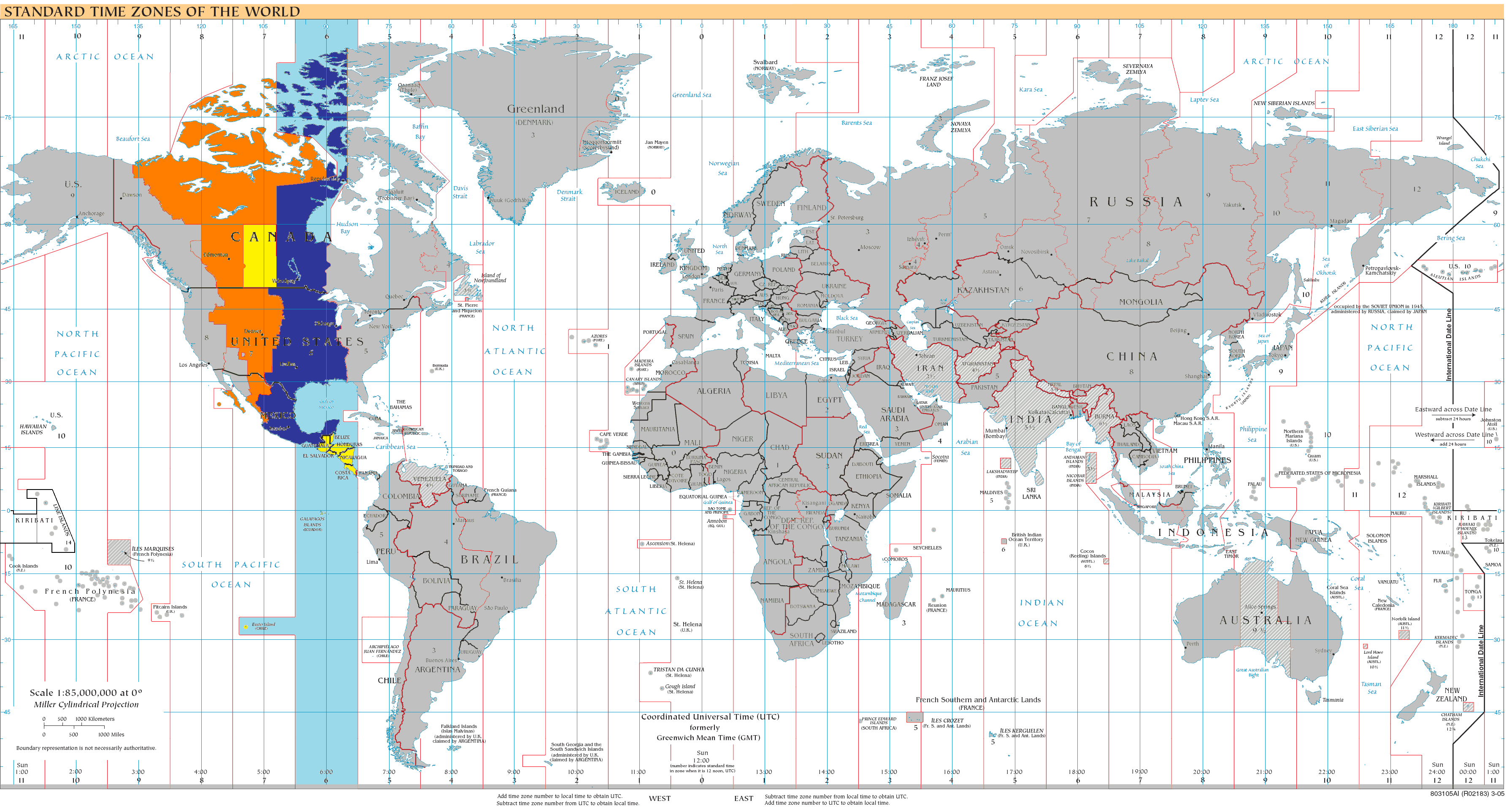

중부 표준시(中部標準時)는 캐나다, 미국 중부, 멕시코, 중앙아메리카, 카리브해와 태평양 섬 일부에서 쓰는 표준시다. 섬머 타임중에는 UTC-05, 그 이외에는 UTC-06이다.

## 적용지역
- 미국(전체지역)
- 위스콘신
- 미네소타
- 아이오와
- 미주리
- 아칸소
- 테네시
- 앨라배마
- 미시시피
- 루이지애나
- 오클라호마
- 미국(일부지역)
- 텍사스(컬버슨 카운티제외)
- 캔자스
- 네브래스카주
- 다코타(남북 서부일부제외)
- 멕시코
- 멕시코시티, 과달라하라 (멕시코), 몬테레이를 포함한 대부분의 멕시코지역

## 중부 일광 절약 시간대
1. ↑  누나부트,온타리오일부